# 서운로 (안성시)
서운로(Seoun-ro)는 경기도 안성시 서운면 산평교에서 안성시 안성동 계동교차로를 잇는 10.9km 도로이다.

## 노선
전 구간 국가지원지방도 제57호선에 속하므로 이에 대한 별도 표기는 생략한다.
| 이름            | 접속 노선                                               | 소재지 | 소재지 | 비고 |
| --------------- | ------------------------------------------------------- | ------ | ------ | ---- |
| 산평교(남단)    | 국도 제34호선 (성진로)                                  | 안성시 | 서운면 |      |
| 신촌교          |                                                         | 안성시 | 서운면 |      |
| 구수교          |                                                         | 안성시 | 미양면 |      |
| (이름없음)      | 제4산단로                                               | 안성시 | 서운면 |      |
| 산업단지 교차로 | 제2공단1길 제3공단4길                                   | 안성시 | 미양면 |      |
| 계동 교차로     | 국가지원지방도 제23호선 지방도 제302호선 (안성맞춤대로) | 안성시 | 안성동 |      |

## 주요 건물및 시설
- 산평초등학교 (서운로 58/산평리 160-2)
- 서운면복지회관 (서운로 359/신촌리 27-11)
- 세븐일레븐 안성4공단점 (서운로 491/동촌리 1-8)
- SK에너지 서운주유소 (서운로 501/ 동촌리 1-5)
- 공단자동차공업사 (서운로 619/구수리 105-11)
- 경동택배 (서운로 644/구수리 82-4)
- 합동택배 (서운로 644/구수리 82-4)
- 청룡자동차정비 (서운로 806/중리동 307)